# Carl Delius (Politiker)

Carl Delius

Carl Delius (* 3. Januar 1874 in Ermsleben, Provinz Sachsen; † 23. November 1953 in Halle (Saale)) war ein deutscher Politiker der DDP.

## Leben und Beruf
Nach dem Besuch der Volksschule in Ermsleben und einer Privatschule, auf der er die mittlere Reife ablegte, trat Delius, der evangelischen Glaubens war, 1890 in den Postdienst ein, wo er über verschiedene Dienststufen 1915 zum Postsekretär befördert wurde.

## Partei
Im Kaiserreich gehörte Delius zunächst der Freisinnigen Volkspartei an, die sich 1910 mit anderen linksliberalen Gruppen zur Fortschrittlichen Volkspartei vereinigte. 1918 beteiligte er sich an der Gründung der DDP und wurde deren Parteivorsitzender für den Bezirk Merseburg. Außerdem gehörte er dem Reichsvorstand der DDP an, in dem er für Beamtenfragen zuständig war. 1945 beteiligte er sich an der Gründung der LDP in Berlin.

## Abgeordneter
Delius war von 1909 bis 1918 Mitglied des Preußischen Abgeordnetenhauses. Seit der 1919/20 gehörte er der Weimarer Nationalversammlung an. Anschließend war er bis 1924 Reichstagsabgeordneter. Ab 1946 war er Landtagsabgeordneter in Sachsen-Anhalt, als dessen Alterspräsident er fungierte.

## Öffentliche Ämter
Im Magistrat von Otto Ostrowski war Delius Anfang 1947 als Stadtrat für Post- und Fernmeldewesen vorgesehen. Da er jedoch durch die Alliierte Kommandantur auf Intervention der SED nicht bestätigt wurde, musste er am 16. Januar 1947 durch Hugo Holthöfer ersetzt werden.

## Veröffentlichungen
- Die Stellung der Beamtenschaft im neuen Staat. Verlag Neuer Staat, 1922.